# فلز قلوي
| مجموعة | 1     |
| دورة   |       |
| 2      | 3 Li  |
| 3      | 11 Na |
| 4      | 19 K  |
| 5      | 37 Rb |
| 6      | 55 Cs |
| 7      | 87 Fr |

الفلزات القِلْوِيَّة سلسلةٌ كيميائيةٌ لعناصرِ المجموعةِ الأُولىٰ من الجدول الدوري، ما عدا الهِدروجين، وهي: اللِّثيوم، والصوديوم، والبوتاسيوم، والروبيديوم، والسِزيوم، والفرنسيوم. وكلها نشيطة كيميائيًا؛ فإنَّ انفراد عناصرها نادرٌ (أي: وجود عناصرها منفردةً)، فتُحفَظ غالبًا في الزُّيوت المعدِنية، أو الكيروسين؛ لئلَّا تتفاعل هي والهواء.
وهي فضية اللون، صُلْبة، قليلة الكثافة، تتفاعل هي والهالوجينات (معًا) بشدة فيُنتجان مِلحًا أيونيًّا، وتتفاعل هي والماء (معًا) فيُنتجان هِدرُكسيدًا قِلْوِيًّا (قاعديًّا)، ولا يكون ذلك إلا بعد تفجرات عنيفة. ولكل عنصرٍ من هذه السلسة إلكترونٌ في غلافه الخارجي؛ فإنها تبلُغ أحسنَ وضع لطاقتها إذا امتلأ غلافُها الإلكتروني بفقد إلكترون فتصيرُ أيونًا مُوجِبَ الشِحنة قيمتها 1.
عنصر الهيدروجين بإلكترونه الوحيد يوضع في أعلى المجموعة الأولى ولكنه ليس من الفلزات، بالإضافة إلى أنه يوجد في الطبيعة على هيئة غاز ثنائى الذرة. ولإزالة إلكترون الهيدروجين الخارجى يلزم كمية من الطاقة أكبر من الكمية اللازمة لتحريك الإلكترون الخارجي للفلزات. والهيدروجين يماثل الهالوجينات في أنه يحتاج إلى إلكترون لملئ غلاف الطاقة الخارجي له، وعلى هذا فيمكن اعتبار أن الهيدروجين يتصرف مثل الهالوجينات في بعض الظروف وينتج من ذلك شاردة (أيون) الهيدريد.وقد تم تحضير بعض المركبات من الهيدريدات وبعض الفلزات القلوية.
تحت ظروف الضغط العالية مثل التي توجد في داخل كوكب المشتري، يمكن للهيدروجين أن يكون في صورة معدنية ويتصرف مثل الفلزات القلوية، راجع الهيدروجين المعدني.

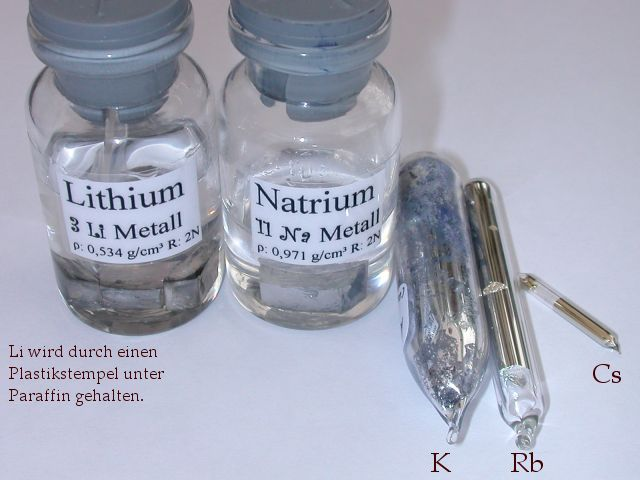
الفلزات القلوية

## الخواص
الفلزات القاعديه القلوية تظهر نزعة في اختلاف الخصائص عند التحرك إلى أسفل المجموعة على سبيل المثال، تناقص في السالبية الكهربية، زيادة النشاط الكيميائي وتناقص في نقطة الانصهار والغليان.وتتميز بانها لينة عن الفلزات الأخرى وانها باهته اللون ولا تلمع وهي أيضا ذات كثافة منخفضة تزداد الكثافة عموما مع وجود استثناء ملحوظ بكون البوتاسيوم أقل كثافة من الصوديوم.
تتفاعل الفلزات القلوية بشكل انفجاري مع الماء حيث يتحرر غاز الهيدروجين. تزداد درجة الانفجار من أعلى المجموعة إلى أسفلها، حيث تكون أعنفها مع السيزيوم. أظهرت الكاميرات فائقة السرعة أن انفجار الفلزات القلوية في الماء صوراً تشير إلى أن التفاعل الانفجاري قد يكون من نمط انفجار كولوم.
| الفلز القلوي | الوزن الذري القياسي (و.ك.ذ) | نقطة الانصهار (كلفن) | نقطة الغليان (كلفن) | الكثافة غ/سم3 | الكهرسلبية (مقياس باولينغ) |
| ليثيوم       | 6.941                       | 453.69               | 1615                | 0.534         | 0.98                       |
| صوديوم       | 22.990                      | 370.87               | 1156                | 0.968         | 0.93                       |
| بوتاسيوم     | 39.098                      | 336.53               | 1032                | 0.89          | 0.82                       |
| روبيديوم     | 85.468                      | 312.46               | 961                 | 1.532         | 0.82                       |
| سيزيوم       | 132.905                     | 301.59               | 944                 | 1.93          | 0.79                       |
| فرانسيوم     | (223)                       | ? 295                | ? 950               | ? 1.87        | 0.7                        |

ملاحظة: بيانات الفرانسيوم تخمينية كون العنصر مصطنع مخبرياً.